# Diascia longicornis
Diascia longicornis là một loài thực vật có hoa trong họ Huyền sâm. Loài này được (Thunb.) Druce mô tả khoa học đầu tiên năm 1917.